# Stelis truncata
Stelis truncata är en orkidéart som beskrevs av John Lindley. Stelis truncata ingår i släktet Stelis och familjen orkidéer. Inga underarter finns listade i Catalogue of Life.